# 制脳権
制脳権(せいのうけん、簡体字: 制脑权)とは、感情を利用し大衆の認識、認知を操作できる状態、およびそうした認知空間を制する力のことである。

## 概要
日本での「制脳権」研究の第一人者とされる安全保障学博士の土屋貴裕によれば、制脳権の概念は中国人民解放軍内で提起され始めたものであり、2014年1月に刊行された、中華人民共和国(中国)の国防科技大学人文社会科学学院院長の曾華鋒と防科技社会発展研究センターの石海明らの共著「制脳権：グローバルメディア時代の戦争法則と国家安全保障戦略」によって制脳権の語が初めて用いられたとされる。
2021年6月29日、防衛研究所が公開したレポートでは、中国において認知領域が物理領域、情報領域と並ぶ三大作戦領域として認識されていると指摘し、将来の戦争の形態として『「制脳権」奪取を目的とした「制脳作戦」』が想定されるとしている。